# Zwerfsteen

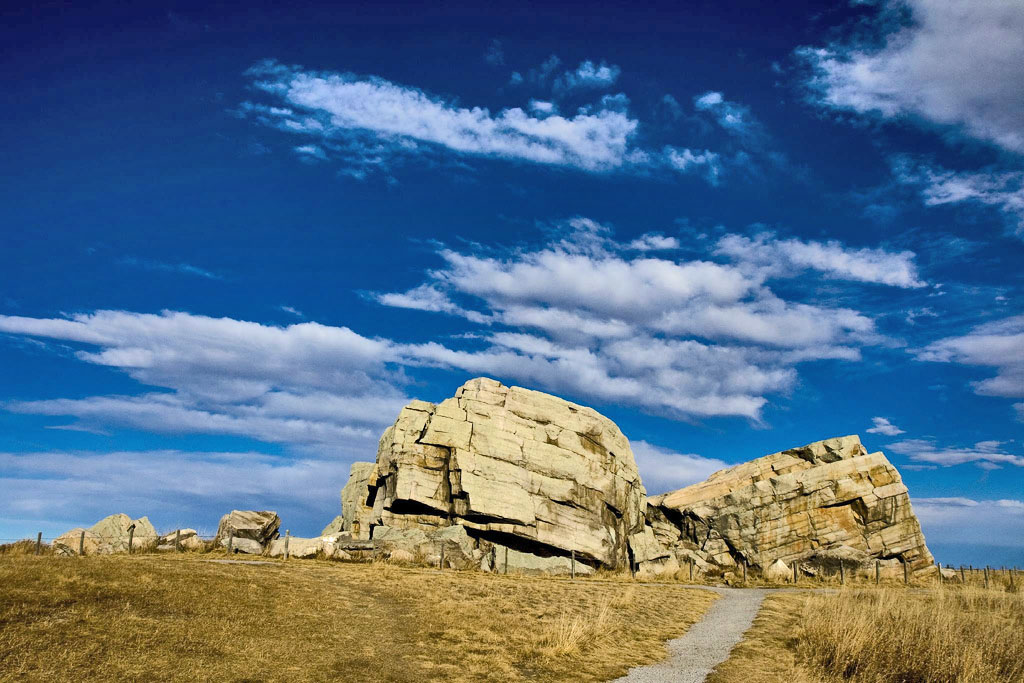
Big Rock, nabij Okotoks, Alberta

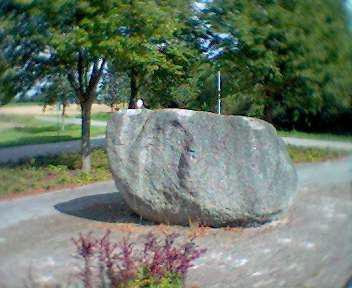
Zwerfsteen van 30 ton die tussen Alteveer en Tange is opgegraven

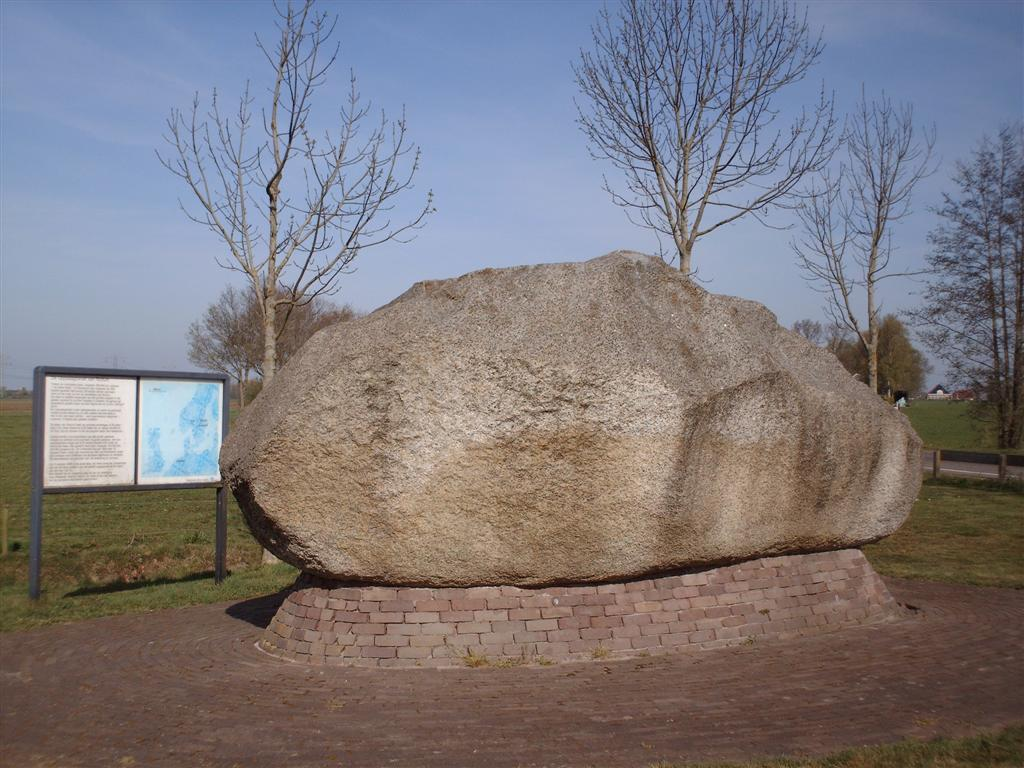
De zwerfsteen van Rottum is de grootste ooit in Nederland gevonden

Een zwerfsteen of in geologische termen een erratisch blok, is een steen of kei die door een gletsjer of ijskap is meegevoerd. Ze worden ook wel zwerfkeien of veldkeien genoemd, terwijl in Groningen en Drenthe de benaming flint (of vlint) gebruikelijk is. 's-Werelds grootste zwerfsteen, met een geschat gewicht van 16500 ton, is Big Rock, te vinden nabij Okotoks aan de voet van de Rocky Mountains. De grootste in Nederland gevonden zwerfsteen is anno 2009 de zwerfsteen van Rottum.

## Oorsprong en verspreiding

### Nederland en België
In Nederland worden zwerfstenen aangetroffen die door het landijs zijn achtergelaten tijdens het voorlaatste glaciaal, het Saalien. Zwerfstenen komen in Noord-Nederland, dat destijds met landijs bedekt was, veelvuldig voor. De landijsbedekking had zijn zuidelijke grens tot aan de lijn Haarlem, Utrecht, Nijmegen. Ten zuiden van deze lijn komen geen zwerfstenen in de natuur meer voor. In België worden zodoende geen zwerfstenen aangetroffen, aangezien het in de recente geologische geschiedenis niet door landijs bedekt is geweest.
Zwerfstenen in Nederland hebben hun oorsprong in Scandinavië en het Oostzeegebied. Dit is na te gaan door de petrologische kenmerken te vergelijken met die van het gesteente in die gebieden. Zo is in principe per steen te reconstrueren waar deze precies vandaan kwam. Dit wordt ook wel gidsgesteente genoemd. 
Zwerfstenen vindt men veel in keileem, een zeer vaste leemachtige grondsoort die werd gevormd onder de ijskappen in Noord-Nederland. Keileem komt voor in de ondergrond van Gaasterland (Zuid Friesland), de Havelterberg, Schokland en Urk in de Noordoostpolder en op Wieringen en Texel.

## Toepassingen

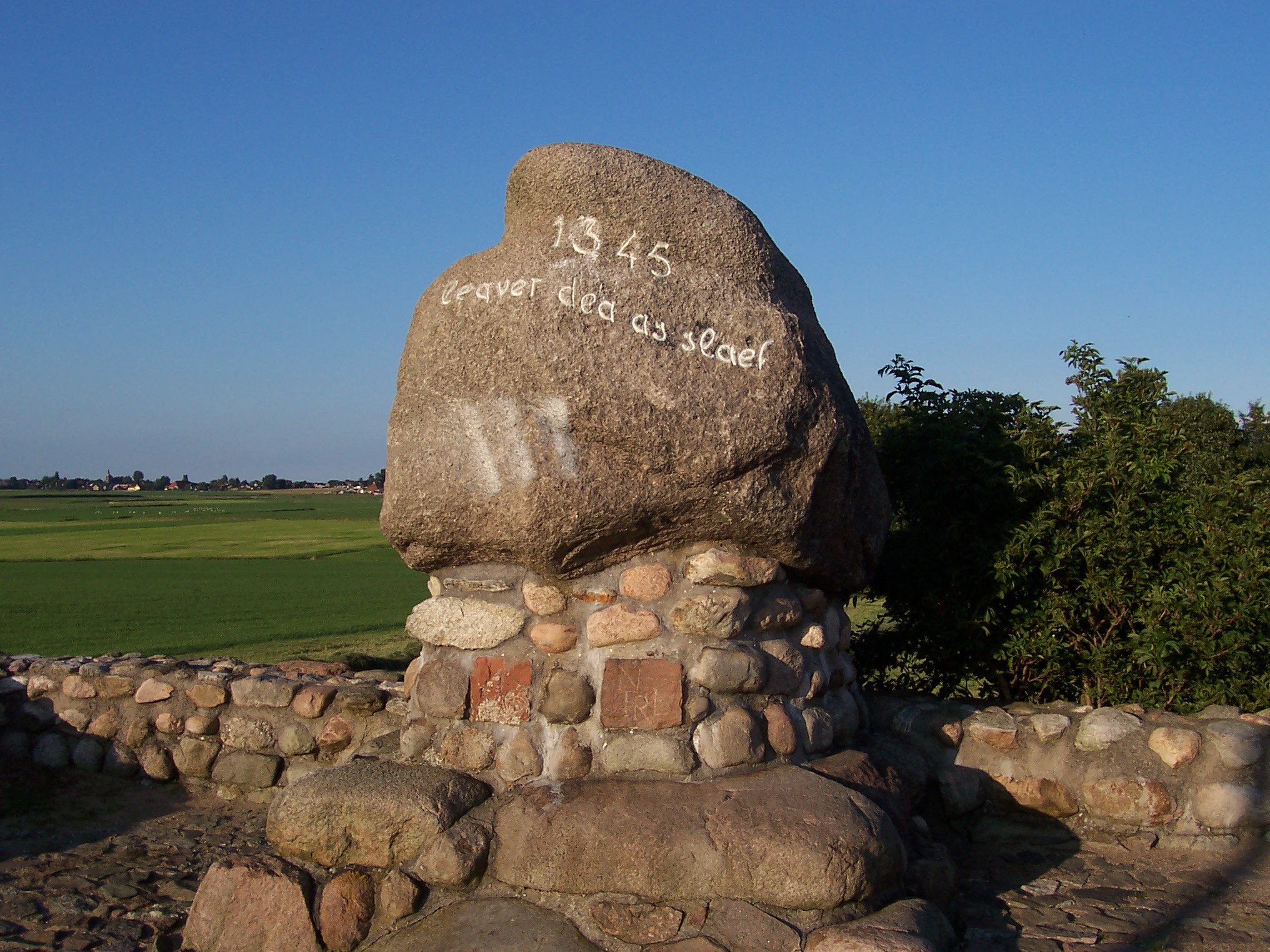
Zwerfsteen gebruikt als monument, ter herdenking aan de slag bij Warns in 1345

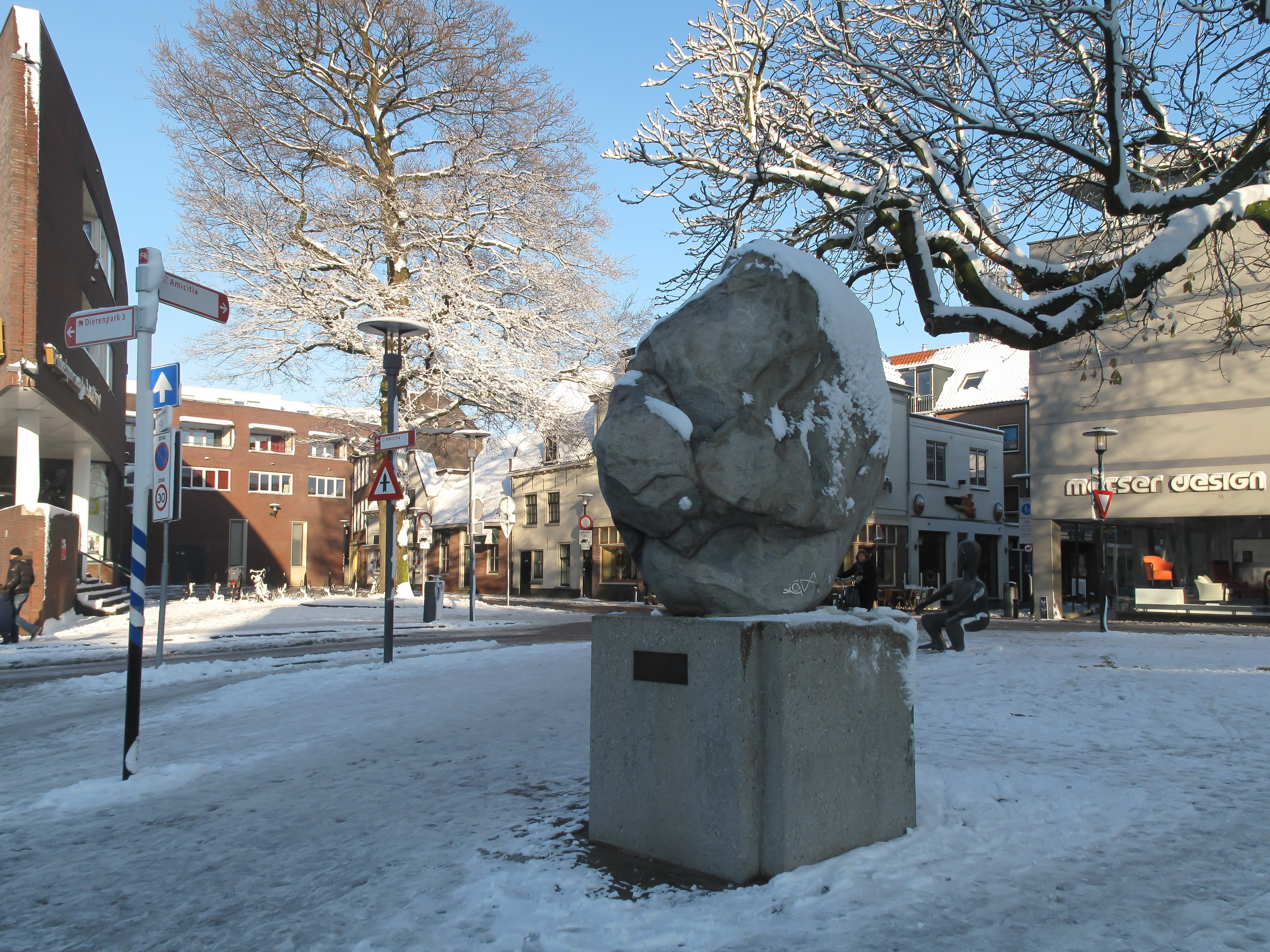
Amersfoort, de Amersfoortse Kei

Zwerfstenen zijn door de eeuwen heen gebruikt als grafmonumenten, hunebedden, megalieten, wegen en dijkbekleding. Bij oude boerderijen gebruikte men een grote zwerfsteen als fundering voor het gebint. Bij poorten en gebouwen op straathoeken werden zwerfstenen ook wel gebruikt als schampsteen om te voorkomen dat koetsen en karren tegen het bouwwerk zouden rijden. Om te verhinderen dat men gemakkelijk een grensmarkering zou kunnen verzetten, kon een zwerfsteen tevens als grenssteen dienen.

## Volksgeloof en verhalen
In volksgeloof en volksverhalen spelen zwerfkeien soms een rol. Het heet dat ze de vruchtbaarheid ten goede zouden komen en een plaats zijn waar kinderen geboren werden.
Nog steeds worden markante punten en rotsen zoals zwerfkeien in het Scandinavische landschap aan trollen toegeschreven.

## Bekende Nederlandse zwerfstenen

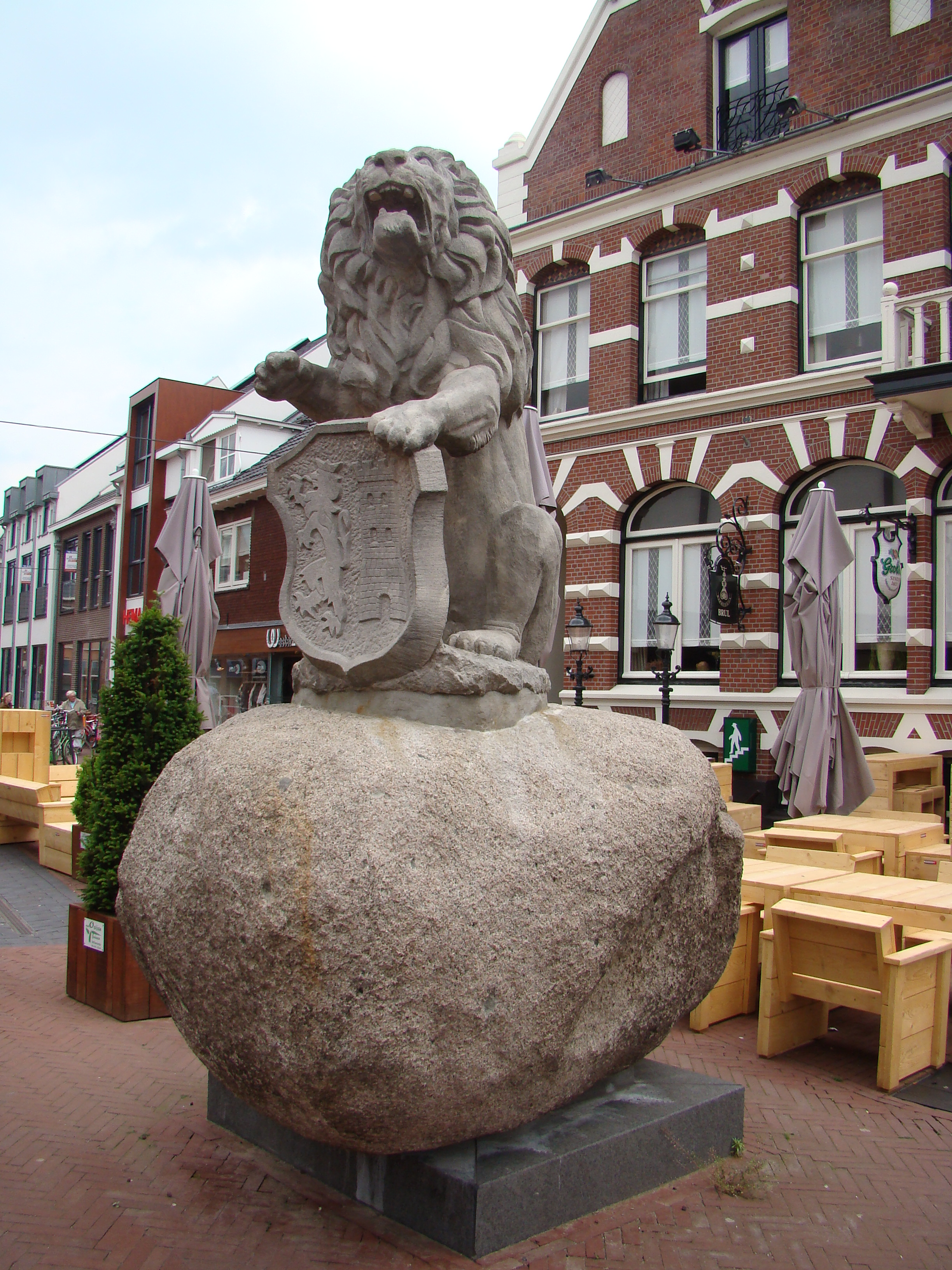
De Lichtenvoordse zwerfsteen waaraan de inwoners de bijnaam Keienslöppers danken

- Amersfoortse Kei
- Gesloten Steen
- Zwerfsteen van Rottum
- Bloedsteen
- Koe en Kalf
- Kei van Lage Vuursche
- Kei van Hilversum (De Zwerver)
- Zevenmarkensteen
- Verzetsmonument Oosterduinen
- Belgenmonument (Ede)
- Dikke Kei van Valkenburg

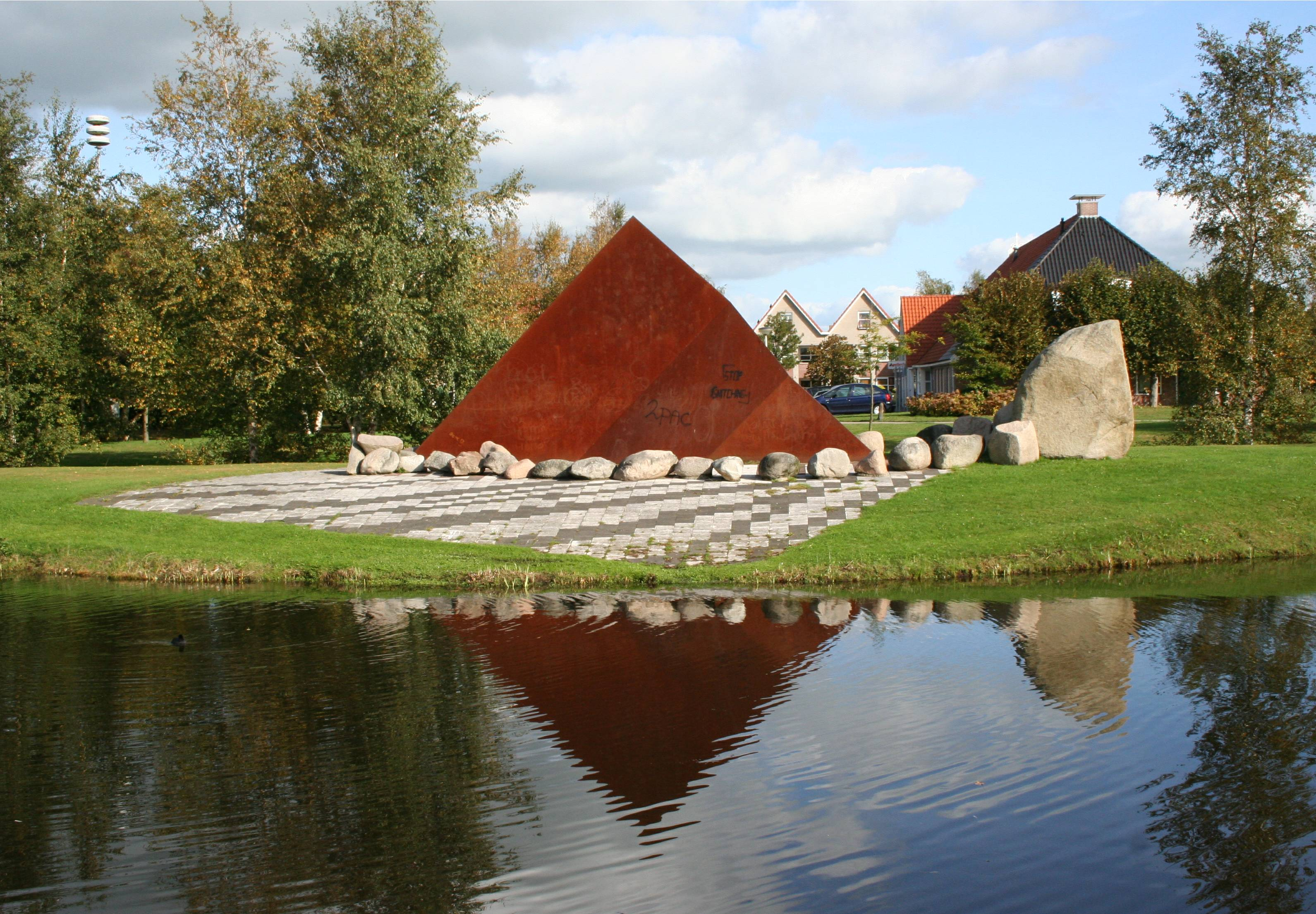
It Húne Skip
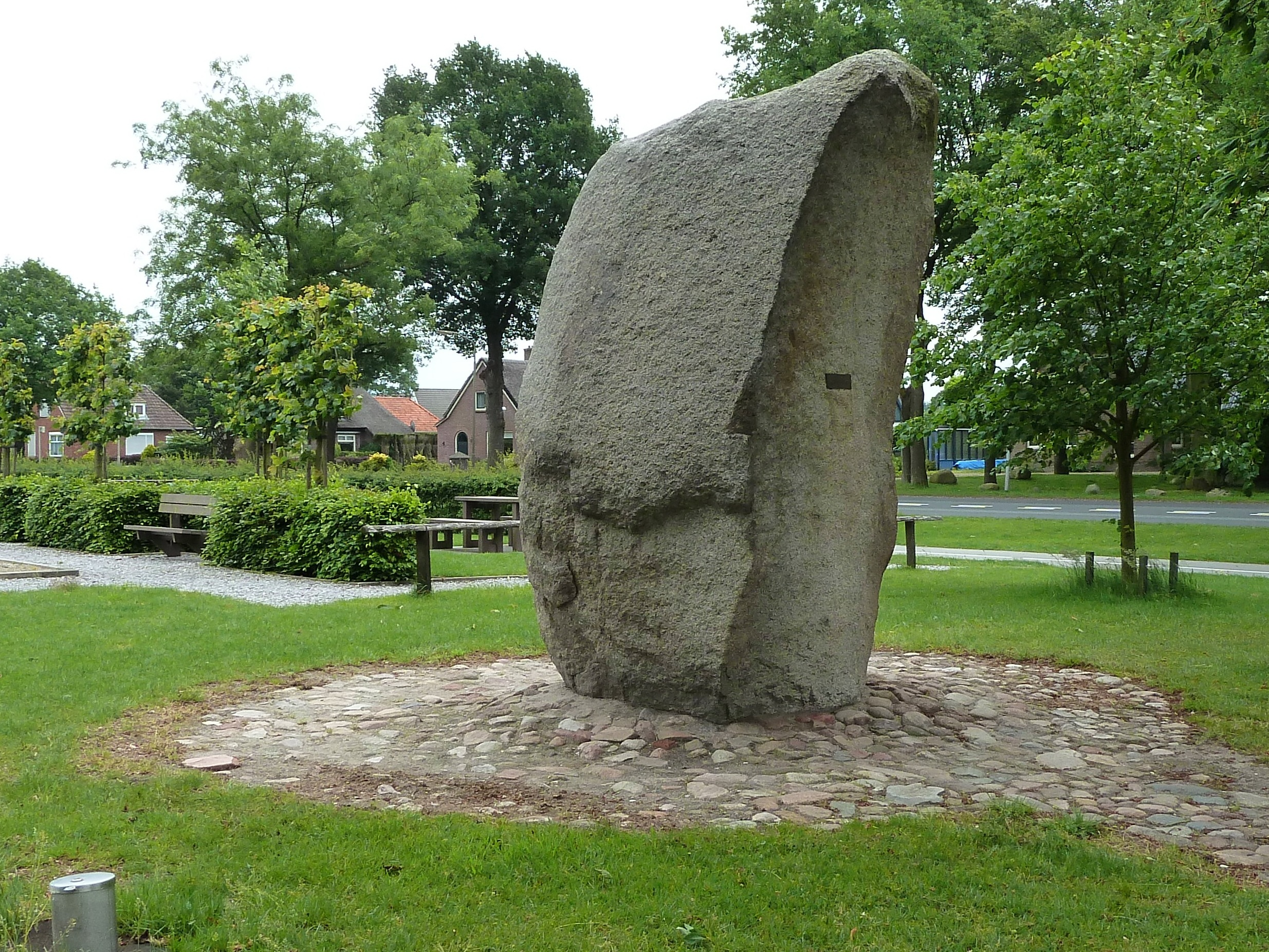
Trekkerskei
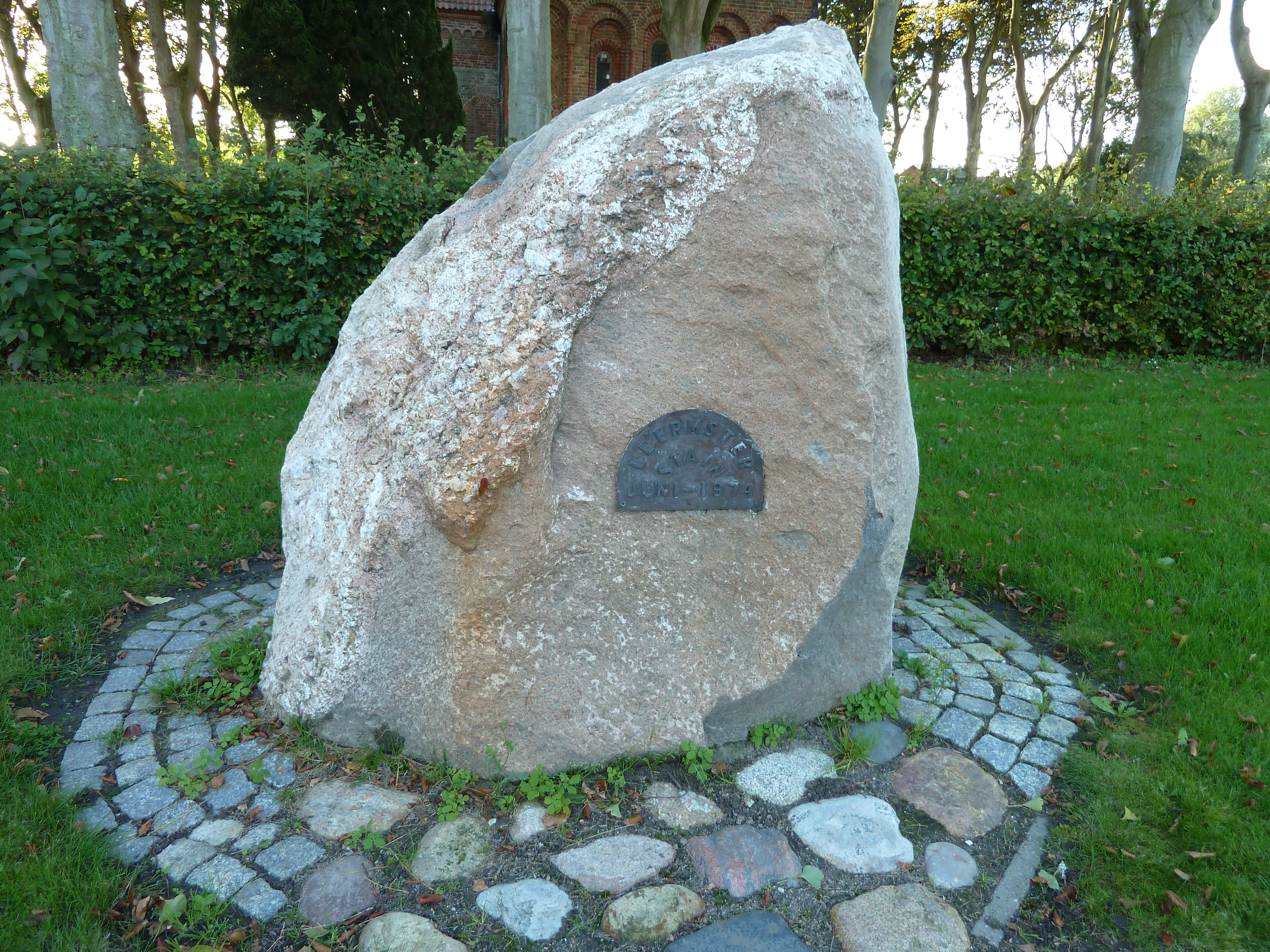
Leermster Stain
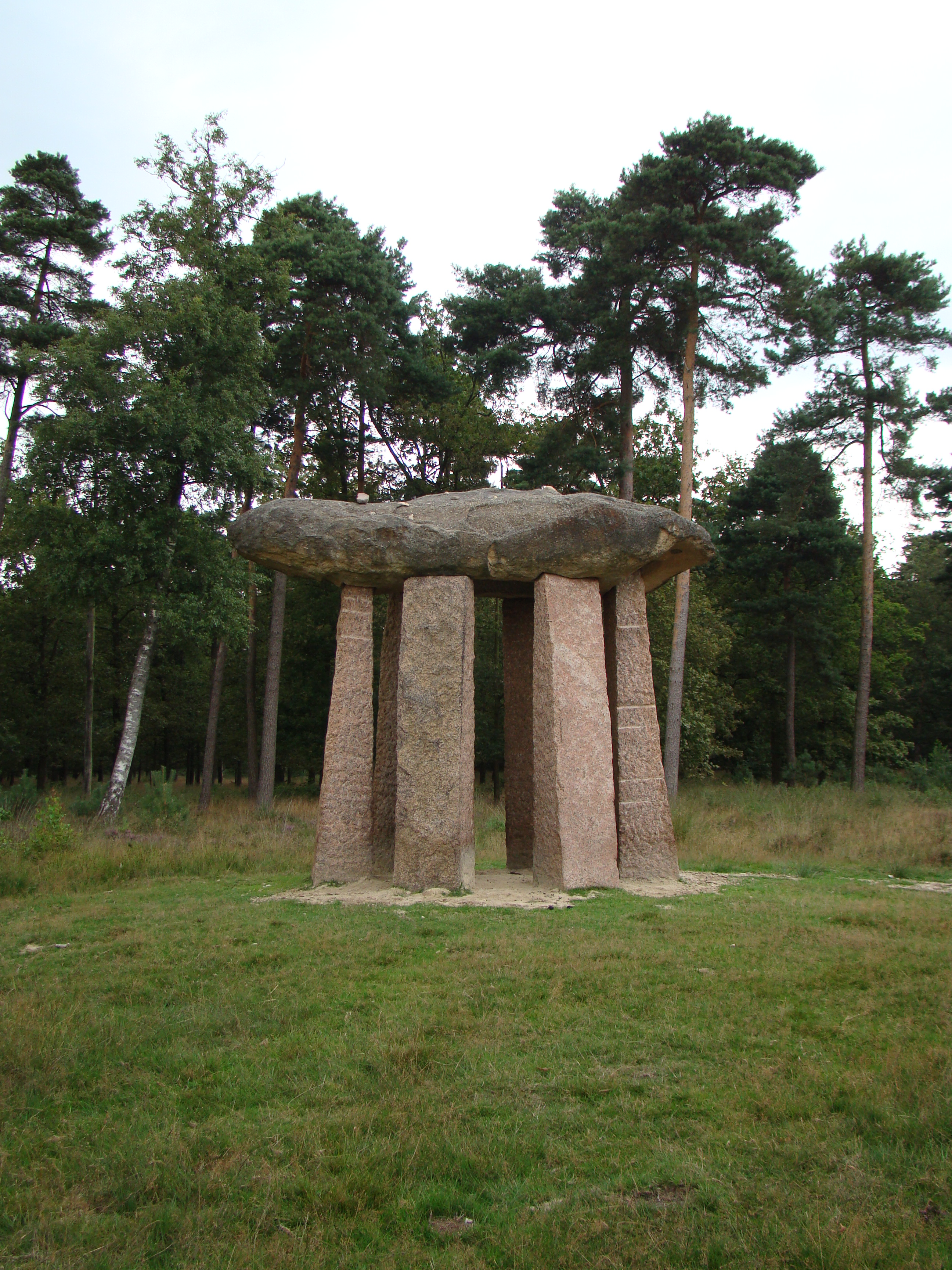
Ode aan de Zon
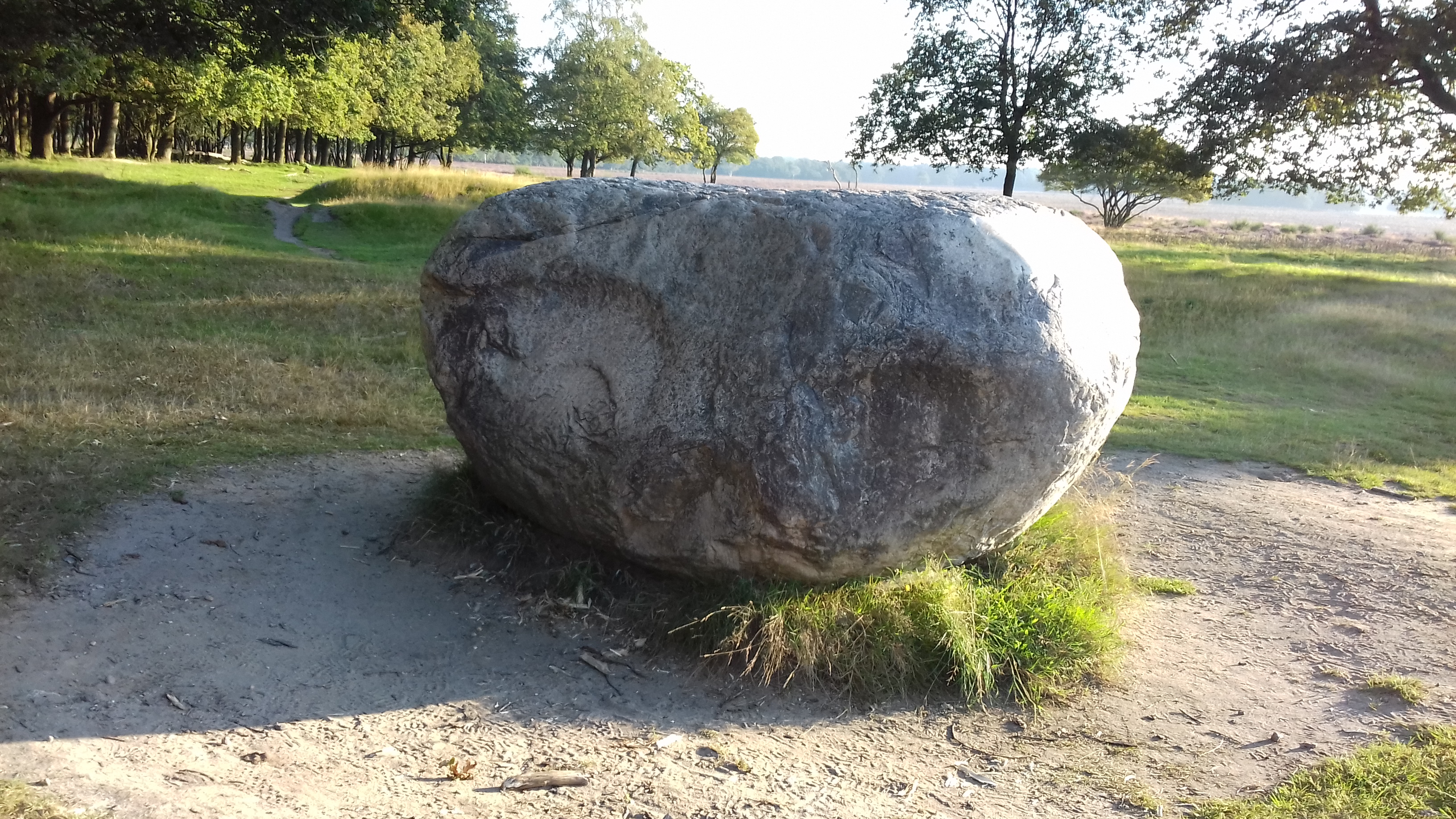
Zwerfkei Aardjesberg, Hilversum